# Dasymallomyia persignata
Dasymallomyia persignata är en tvåvingeart som beskrevs av Alexander 1932. Dasymallomyia persignata ingår i släktet Dasymallomyia och familjen småharkrankar. Inga underarter finns listade i Catalogue of Life.